# Safran
Safran velika je francuska industrijska i tehnološka grupa, međunarodno prisutna u područjima aeronautike, svemira i obrane. Nastala je 2005. tijekom spajanja Snecme i Sagema. Od rujna 2011. uvršten je na CAC 40.
Njegova su poduzeća projektiranje i proizvodnja zrakoplovnih motora, helikoptera i raketa, zrakoplovna oprema i obrana.
Nakon apsorpcije Zodiac Aerospacea 2018. godine, grupa je krajem rujna 2020. imala više od 81 000 zaposlenika.

## Vanjske poveznice
- Safran Group